# NGC 3751
NGC 3751 (również PGC 36017, UGC 6601 lub HCG 57F) – galaktyka eliptyczna (E-S0), znajdująca się w gwiazdozbiorze Lwa. Odkrył ją Ralph Copeland 5 kwietnia 1874 roku. Wchodzi w skład zwartej grupy galaktyk zwanej Septetem Copelanda lub Hickson 57.